# Estlands nationella symfoniorkester

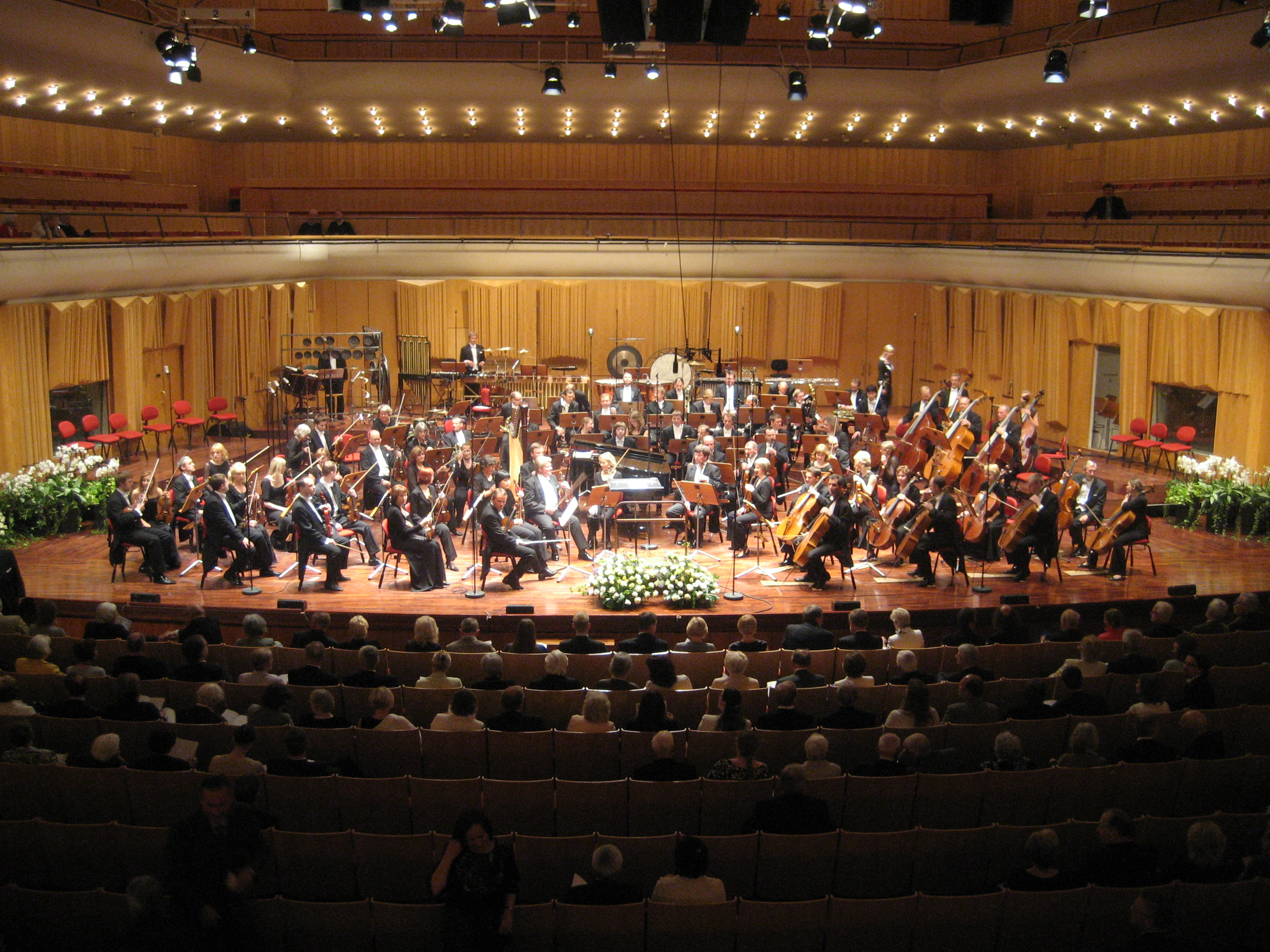
Estlands nationella symfoniorkester i Berwaldhallen i Stockholm.

Estlands nationella symfoniorkester (estniska: Eesti Riiklik Sümfooniaorkester) är Estlands ledande symfoniorkester, med hemmakonsertlokal i operahuset i Tallinn. 
Estlands nationella symfoniorkester bildades som Estlands radios radioorkester och hade sitt första framträdande i en radiosändning den 18 december 1926. Orkestern hade 1939, då benämnd Raadio-Ringhäälingu Sümfooniaorkester, 39 orkestermusiker, och hade 1956 utökats till 90 medlemmar. Den fick sitt nuvarande namn 1975.
På 1950-talet var orkestern en av de första symfoniorkestrarna i Sovjetunionen som framförde verk av de så kallade modernisterna, bland andra Igor Stravinskij, Arnold Schönberg, Anton Webern och Carl Orff. Verk av dessa hade inte fått framföras under Stalin-tiden. Orkestern uppförde också många verk av estländska kompositörer som Eduard Tubin, Arvo Pärt, Lepo Sumera och Erkki-Sven Tüür. 
Efter Sovjetunionens sammanbrott och Estlands självständighet 1991 flyttade många av orkesterns medlemmar utomlands, vilket ledde till en nedgång, men efter 1993 började orkestern att återhämta sig under ledning av sin chefsdirigent Arvo Volmer. 
Numera har orkestern ungefär 100 musiker.

## Chefsdirigenter
- Olav Roots (1939–44)
- Paul Karp (1944–50)
- Roman Matsov (1950–63)
- Neeme Järvi (1963–79)
- Peeter Lilje (1980–90)
- Leo Krämer (1991–93)
- Arvo Volmer (1993–2001)
- Nikolaj Aleksejev (2001–10)
- Neeme Järvi (2010-2020)
- Olari Elts (från september 2020)